# Ален-Гійом Буньоні
Ален-Гійом Буньоні (фр. Alain-Guillaume Bunyoni, нар. 23 квітня 1972) — бурундійський політик, прем'єр-міністр Бурунді з 23 червня 2020 — 7 вересня 2022. 
В 2015 – 2020 роках, обіймав посаду міністра внутрішньої безпеки.

## Походження та освіта
Буньйоні народився 23 квітня 1972 року у комуні Каньйоша, провінція Бужумбура-Мері, Бурунді. Здобув освіту в Бурундійському університеті. Закінчив університет і фігурував у списку випускників в 1994 році, але церемонії вручення диплому не відвідував. Натомість приєднався до бойових дій, які розгорілися після вбивства президента Мельхіора Ндадайє. Був членом військового угрупування Сил оборони демократії.

## Політична кар'єра
В 2003 році Національна рада з питань захисту демократії — Сили оборони демократії домоглася припинення вогню з іншими учасниками Бурундійської громадянської війни. З 2004 року по 2005 рік Буньоні виконував функції генерал-інспектора нового складу поліції. В 2005—2007 роках обіймав посаду очільника поліції Бурунді.
В 2007—2011, та 2015—2020 роках Буньоні був міністром внутрішньої безпеки. В 2011—2014 роках міністр цивільних справ в Управлінні Президента.
23 червня 2020 р. Парламент Бурунді проголосував за призначення Алена-Гійом Буньйоні 8-м прем'єр-міністром Бурунді. У той же день він був приведений до присяги.
У квітні 2023 року бурундійська поліція розшукує Буньйоні, але, попередивши про його неминучий арешт, він тікає. Передбачувані факти невідомі. Остаточно його заарештували 23 квітня, у день його народження..